# Judith Beyer
Judith Beyer (* 1978 in Wuppertal) ist eine deutsche Ethnologin. Ihre Forschungsschwerpunkte liegen in der Anthropologie des Rechts, der Anthropologie des Staates, sowie der theoretischen Anthropologie.

## Leben und Wirken
Judith Beyer erwarb 2004 den Master of Arts in den Fächern Ethnologie, öffentliches und internationales Recht sowie Slawistik an der Universität Tübingen.  2009 erfolgte ihre Promotion zum Dr. phil. in Ethnologie an der Martin-Luther-Universität Halle-Wittenberg in Kooperation mit dem Max-Planck-Institut für ethnologische Forschung. Forschungsaufenthalte absolvierte sie in Kirgistan (American University in Central Asia), Indien (Maulana Abul Kalam Azad Institute of Asian Studies), Frankreich (EHESS und FMSH) und Myanmar (University of Yangon). Im Jahr 2014 nahm sie einen Ruf als Juniorprofessorin für Ethnologie mit dem Schwerpunkt politische Anthropologie der Universität Konstanz an. 2020 erhielt sie die Habilitationsäquivalenz an der Universität Konstanz im Rahmen eines tenure-track Verfahrens. Seit Oktober 2020 ist sie Professorin und Leiterin der Arbeitsgruppe Ethnologie mit dem Schwerpunkt politische Anthropologie an der Universität Konstanz.
2018 wurde sie als Directeur d’Études Associés für das französische Fernand Braudel-Programm der Fondation Maison des Sciences de l’Homme (FMSH) ausgewählt, Gastprofessuren führten sie 2019 an die Pariser École des Hautes Études en Sciences Sociales und 2024 an die Universität Paris-Nanterre (Laboratoire d'ethnologie et de sociologie comparative).
An der Universität Konstanz leitet sie seit 2023 das studienbegleitende Hilde Domin-Trainingsprogramm für geflüchtete Studierende und Doktorierende, gefördert durch den Deutschen Akademischen Austauschdienst.
Beyer ist langjährige Mentorin bei Minerva Femme-Net, dem Netzwerk für Wissenschaftlerinnen der Max-Planck-Gesellschaft und seit 2024 auch bei der European Association of Social Anthropologists (EASA).

## Auszeichnungen
- 2007: Best Graduate Student Paper on Eurasia, Association for the Study of Nationalities (ASN) World Convention, Columbia University, New York City
- 2009: Fellow am Maulana Abul Kalam Azad Institute of Asian Studies (MAKAIAS), Kolkata
- 2018: Fernand Braudel Directeur d’Études Associés. Fondation Maison des sciences de l’homme (FMSH), Paris
- 2018–2019: Fellow am Kulturwissenschaftlichen Kolleg, Universität Konstanz
- 2022: Tina-Ulmer Lehrpreis der Manfred Ulmer-Stiftung für Wissenschaft und Gesellschaft[5]

## Publikationen (Auswahl)
- mit Roman Knee: Kirgistan. Ein ethnografischer Bildband über Talas /  A photoethnography of Talas. Hirmer, München 2007, ISBN 978-3-7774-3805-4
- mit Zemfira Inogamova: Байыз апанын жашоо таржымалы. Gulchynar, Bishkek 2010, ISBN 978-9967-25-935-5
- als Hrsg. mit Madeleine Reeves, Johan Rasanayagam: Ethnographies of the state in Central Asia. Performing politics. University of Indiana Press, Bloomington 2014, ISBN 978-0-253-01141-1
- The force of custom. Law and the ordering of everyday life in Kyrgyzstan. University of Pittsburgh Press, Pittsburgh 2016, ISBN 978-0-8229-6420-9.
- als Hrsg. mit Peter Finke: Practices of traditionalization in Central Asia. Routledge, London 2020, ISBN 978-0-367-89396-5
- Rethinking community in Myanmar. Practices of we-formation among Muslims and Hindus in urban Yangon. University of Hawai'i Press, Honolulu 2024, ISBN 978-0-8248-9806-9 und Open Access und National University of Singapore Press, ISBN 978-87-7694-327-1.

Beiträge und Artikel
- Die Aksakal-Gerichte in Kirgistan. Historische Entwicklung und aktuelle Situation einer traditionellen Rechtsinstanz in Zentralasien. In: Michael Kemper, Maurus Reinkowski (Hrsg.): Rechtspluralismus in der islamischen Welt. Gewohnheitsrecht zwischen Staat und Gesellschaft. De Gruyter, Berlin 2005, ISBN 3-11-018455-9, S. 343–358.
- Rhetoric of ‘transformation’. The case of the Kyrgyz constitutional reform. In: Andrea Berg,  Anna Kreikemeyer (Hrsg.): Realities of transformation. Democratization policies in Central Asia revisited. Nomos, Baden-Baden 2006, ISBN 3-8329-1637-7, S. 43–62.
- Revitalisation, invention and continued existence of the Kyrgyz aksakal courts. Listening to pluralistic accounts of history. In: The Journal of Legal Pluralism and Unofficial Law  53/54, 2006, S. 141–175, doi:10.1080/07329113.2006.10756601
- Constitutional faith. Law and hope in revolutionary Kyrgyzstan. In: Ethnos – Journal of Anthropology 80 (3), 2013, S. 320–345, doi:10.1080/00141844.2013.841270
- Ordering Ideals. Accomplishing Well-Being in a Kyrgyz Cooperative of Elders. In: David Montgomery (Hrsg.): Negotiating well-being in Central Asia. Routledge, New York 2014, S. 10–25.
- Customizations of law. Courts of elders (aksakal courts) in rural and urban Kyrgyzstan. In: PoLAR 38 (1), 2015, S. 53–71, doi:10.1111/plar.12086
- mit Felix Girke: Practicing harmony ideology. Ethnographic reflections on community and coercion. In: Common Knowledge 21 (2), 2015, S. 196–235, doi:10.1215/0961754X-2872343
- Den Staat ver/fassen. Verfassungspolitik und Verfassungsglaube in Kirgistan und Myanmar. In: Verfassung und Recht in Übersee / Law and Politics in Africa, Asia, Latin America. 51,1.2015, S. 36–53, doi:10.5771/0506-7286-2018-1-35
- Houses of Islam. Muslims, property rights and the state in Myanmar. In: Melissa Crouch (Hrsg.): Islam and the state in Myanmar. Muslim-Buddhist relations and the politics of belonging. Oxford University Press, 2016, S. 127–155, doi:10.1093/acprof:oso/9780199461202.003.0006
- mit Felix Girke: ‘Transition’ as a migratory model in Myanmar. In: Journal of Burma Studies 22 (2). 2018, S. 215–241, doi:10.1353/jbs.2018.0012
- Saving face, evoking law. On the usefulness of symbolization theory for legal anthropology. In: Felix Girke, Sophia Thubauville (Hrsg.): Anthropology as hommage. Festschrift for Ivo Strecker. Rüdiger Köppe, Mainz 2018, ISBN 978-3-89645-842-1, S. 289–304.
- mit Aijarkyn Kojobekova: Women of protest, men of applause. Political activism, gender and tradition in Kyrgyzstan. In: Central Asian Survey, 38 (3), 2019, S. 329–345, doi:10.1080/02634937.2019.1631258
- Das Recht der Anderen. Rechtsethnologie zwischen Pluralität, Indigenität und Alterität. In: Christian Boulanger, Julika Rosenstock, Tobias Singelnstein (Hrsg.): Interdisziplinäre Rechtsforschung. Eine Einführung. Springer, Wiesbaden 2019, ISBN 978-3-658-21989-5, S. 91–108.
- mit Felix Girke: The state of custom. Gerd Spittler’s ‘Dispute settlement in the shadow of Leviathan‘ (1980) today. In: Zeitschrift für Rechtssoziologie 41 (1), 2019, S. 3–20, doi:10.1515/zfrs-2021-0002
- Nationalismus oder Terrorismus? Das Beispiel des burmesischen Mönchs Wirathu. In: Jana Kärgel (Hrsg.): Terrorismus im 21. Jahrhundert. Perspektiven. Kontroversen. Blinde Flecken. Bundeszentrale für politische Bildung, Bonn 2021, ISBN 978-3-8389-7220-6, S. 332–333.
- The comon sense of expert activists. Practitioners, scholars and the problem of statelessness in Europe. In: Dialectical Anthropology. 46, 2022, S. 457–473, doi:10.1007/s10624-022-09666-5
- Law. In: David Montgomery (Hrsg.): Central Asia. Contexts for understanding. University of Pittsburgh Press, Pittsburgh 2022, S. 393–404, doi:10.2307/j.ctv264f9cq.34
- Perversion and the state. Lacan, de Sade and why 120 Days of Sodom is now French national heritage. In: European Journal of Psychoanalysis 10 (1), 2023.
- Community as a category of empire. ‘The work of community’ among Burmese Indians in Myanmar. In: History and Anthropology. 2023, doi:10.1080/02757206.2023.2261958
- Legal pluralism. The customization of state and religious law in Kyrgyzstan. In: Jeanne Féaux de la Croix und Madeleine Reeves (Hrsg.): The Central Asian World. Handbook of Central Asian Anthropology. Routledge, London 2023, S. ISBN 978-1-003-02180-3, S. 409–421.
- Unsicheres Wissen. Die asymmetrische Ko-Konstruktion von Plausibilität in britischen Asylverfahren. In: Thomas G. Kirsch und Christina Wald (Hrsg.): Vorläufige Gewissheiten. Plausibilität als soziokulturelle Praxis. Transcript, Bielefeld 2024, ISBN 978-3-8376-7050-9, S. 129–149.